# Scott Menville
Ne doit pas être confondu avec Menville.
Scott Menville est un acteur et musicien américain né le 12 février 1971.

## Filmographie
- 1979 : Scooby-Doo et Scrappy-Doo (Scooby-Doo and Scrappy-Doo) (série télévisée) : Additional Voices (voix)
- 1982 : The Little Rascals (série télévisée) : Spanky (voix)
- 1983 : The Monchhichis (série télévisée) (voix)
- 1984 : The Get-Along Gang (série télévisée) : Bingo Beaver (voix)
- 1984 : Le Défi des gobots ("Challenge of the GoBots") (série télévisée) : Additional Voices (voix)
- 1985 : It's Punky Brewster (série télévisée) : Additional voices (voix)
- 1985 : Blondine au pays de l'arc-en-ciel ("Rainbow Brite") (série télévisée) : Brian (voix)
- 1985 : Rainbow Brite and the Star Stealer : Brian (voix)
- 1986 : Mon petit poney (My Little Pony: The Movie) : Danny (voix)
- 1986 : Mon petit poney ("My Little Pony and Friends") (série télévisée) : Danny (voix)
- 1986 : The Kingdom Chums: Little David's Adventure (TV) : Little David (voix)
- 1987 : Ernest et les joyeuses colonies (Ernest Goes to Camp) : Crutchfield
- 1987 : Jonny Quest (série télévisée) : Jonny Quest (voix)
- 1988 : Scooby-Doo et l'école des diablesses (Scooby-Doo and the Ghoul School) (TV) : Tug (voix)
- 1988 : Scooby-Doo : Agence Toutou Risques (A Pup Named Scooby-Doo) (série télévisée) : Red Herring (voix)
- 1988 : The Flintstone Kids' Just Say No Special (TV) : Freddy Flintstone / Clyde (voix)
- 1990 : Potsworth & Co. (série télévisée) : Wonder Kid / Additional Voices
- 1990 : New Kids on the Block (série télévisée) : Joe McIntyre (voix)
- 1990 : Peter Pan et les Pirates (Peter Pan and the Pirates) (série télévisée) : Slightly (voix)
- 1990 : Capitaine Planète (Captain Planet and the Planeteers) (série télévisée) : Ma-Ti (voix)
- 1991 : The Little Engine That Could : Chip the Bird
- 1991 : Flight of Black Angel (TV) : Teen in store
- 1992 : Amazing Stories: Book Two (vidéo) : (segment "Family Dog") (voix)
- 1992 : The Kingdom Chums: Original Top Ten (vidéo) : Osborn (voix)
- 1994 : Tekkaman Blade 2 (vidéo) : Hayato (voix)
- 1994 :La fête a la maison :Dwayne
- 1994-1999 : Mais où se cache Carmen Sandiego ? (Where on Earth Is Carmen Sandiego?) (série télévisée) : Zack (voix)
- 1995 : Le Petit dinosaure III (The Land Before Time III: The Time of the Great Giving) (vidéo) : Nod (voix)
- 1996 : Norma Jean & Marilyn (TV) : 'Misfits' A.D
- 1998 : Les Supers Nanas (The Powerpuff Girls) (série TV) : Additional Voices (voix)
- 1999 : Mission Hill (série TV) : Kevin French / C-Dog (voix)
- 2000 : Thrillseekers: Putt n' Perish (TV) : Horse / Joe
- 2003 : Creepy Freaks (vidéo) : Nate, Soldier
- 2005 : Chicken Little : Additional Voices (voix)
- 2006-2008 : Sammy et Scooby en folie (Shaggy & Scooby-Doo Get a Clue !) (série TV) : Sammy (voix)
- 2012 : L'Étrange Pouvoir de Norman : Député Wayne et le rappeur
- 2016- : Second Chance : Arthur, l'intelligence artificielle des jumeaux Goodwin (voix)
- 2017- : Spider-Man (série télévisée d'animation) : Docteur Octopus / Otto Octavius (voix)
- 2018 : Teen Titans Go! to the Movies : Robin (voix)
- 2024 : S.W.A.T. : Prisonnier agressif (saison 8, épisode 3)

## Jeu vidéo
- Dark Chronicle, Maximilian (voix)
- Tales of Symphonia, Lloyd Irving (voix)
- Resonance of Fate, Zephyr (voix)
- Lego Le Seigneur des anneaux Sam Gamegie (voix)
- Assassin's Creed Odyssey Phidias